# النسر الدامي

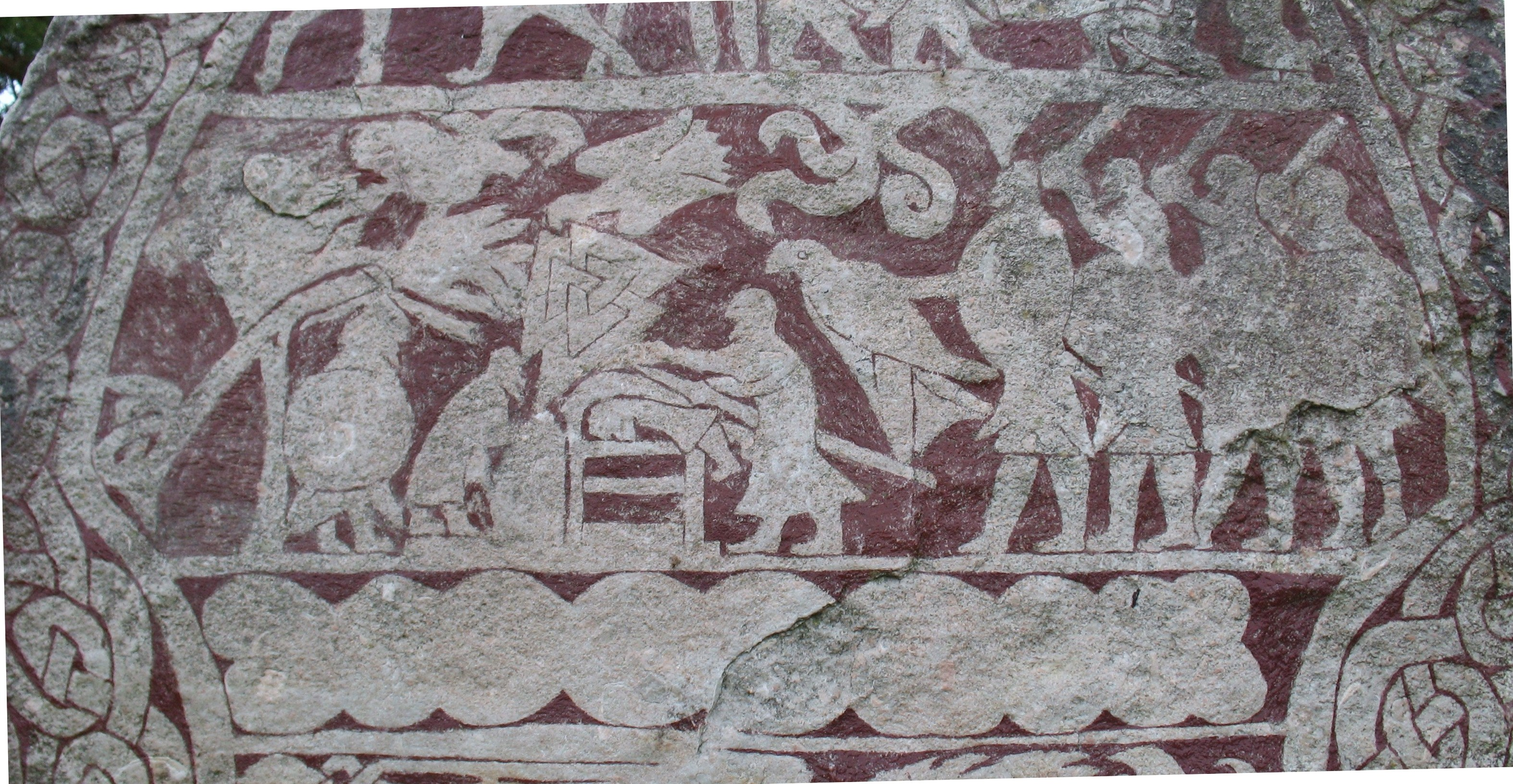
أحد النقوش القديمة في السويد تبين طريقة التعذيب بطريقة النسر الدامي

النسر الدامي أو نسر الدم هي وسيلة تعذيب وقتل استخدمت في الدول الإسكندنافية قبل ظهور المسيحية.
وطريقتها بأن يشق ظهر الإنسان وتُكسر ضلوعه ،ويتم ثني الضلوع إلى الامام مع إخراج الرئتين ليكون شكلها مثل الاجنحة، ولهذا سٌميت النسر لأن الشخص المُعذب أو المقتول بطبيعة الحال يبدو كان له جناحين.
كما يذكر أن الفايكنج استخدموا هذه الطريقة لتقديم قرابين بشرية لآلههم اودين.
كتب عن هذه الطريقة في القتل في ملحمة أوركني التي تناولت تاريخ جزر اوركني في القرن التاسع ميلادي
كما ظهرت هذه الطريقة أيضاً في بعض الأفلام والمسلسلات الأمريكية كفيلم صمت الحملان ومسلسل هانيبال ومسلسل فايكنج وغيرها كطريقة قتل وتعذيب للضحايا.